# Charles Edward Bennett
Charles Edward Bennett (Canton, 2 dicembre 1910 – Jacksonville, 6 settembre 2003) è stato un politico e militare statunitense, membro della Camera dei Rappresentanti per lo stato della Florida dal 1949 al 1993.

## Biografia
Nato nello stato di New York, Bennett si trasferì in Florida da bambino. Dopo la laurea in legge all'Università della Florida, nel 1941 Bennett venne eletto come democratico all'interno della legislatura statale della Florida.
Bennett si dimise l'anno seguente per arruolarsi nell'esercito. Venne mandato in Nuova Guinea durante l'occupazione giapponese delle Filippine e in questo periodo contrasse la poliomielite, che gli lasciò le gambe paralizzate per il resto della vita. A causa di questa invalidità, Bennett dovette fornirsi di stampelle per muoversi. Congedatosi con il grado di capitano nel 1947, venne insignito della Bronze Star Medal e della Silver Star.
Dopo la guerra, Bennett venne eletto deputato alla Camera dei Rappresentanti e fu riconfermato dagli elettori per altri ventuno mandati. Nel 1992 si candidò per il ventitreesimo mandato, venendo sfidato dalla repubblicana Tillie K. Fowler; la competizione si dimostrò molto dura, ma a pochi mesi dalle elezioni Bennett decise di ritirarsi per assistere la moglie gravemente malata. Dopo il suo ritiro dalla gara, Tillie Fowler venne eletta per il seggio.
Nel 2002 Bennett venne colpito da infarto e ictus, che lo costrinsero alla sedia a rotelle. Morì nel settembre dell'anno successivo e venne seppellito nel cimitero nazionale di Arlington.